# モルジェ
モルジェ（フランス語: Morgex, IPA: [mɔʁʒe]）は、イタリア共和国ヴァッレ・ダオスタ州にある、人口約2,100人の基礎自治体（コムーネ）。

## 地理

### 位置・広がり

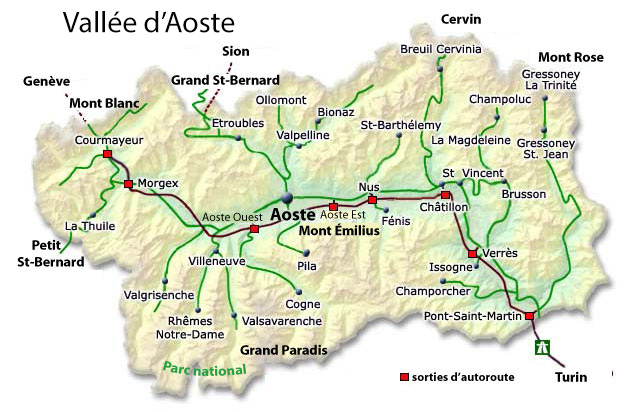
ヴァッレ・ダオスタ州地図

#### 隣接コムーネ
隣接するコムーネは以下の通り。
- クールマイユール - 北
- ラ・サル - 南東
- ラ・トゥイール - 南西
- プレ＝サン＝ディディエ - 北西

## 行政

### 分離集落
モルジェには、以下の分離集落（フラツィオーネ）がある。
- Arpy, Biolley, Dailley, Fosseret, Lavancher, La Ruine, Marais, Montet, Pautex, Ruillard, Tirivel, Villair